# Martin Bidouré
Martin Bidouré, pseudonyme de Jean Louis Ferdinand Martin, né à Barjols le 24 août 1825 et mort à Aups le 14 décembre 1851, est un héros et martyr de la résistance varoise au coup d’État du 2 décembre 1851, pris par les soldats et fusillé deux fois.

## Biographie
Jean Louis Ferdinand Martin, dit Martin Bidouré, est le fils de François Martin, scieur de long originaire d’Apinac et installé à Barjols, et de Magdelaine Agnelly, née à Barjols dans une famille de cultivateurs.
En 1851, âgé de 26 ans, Martin est peigneur de chanvre à Barjols, tout comme son frère Louis qui a 32 ans. Tous deux sont républicains dans ce gros bourg de 3302 habitants où se trouvent 12 chambrées et une société secrète de la Nouvelle Montagne, parti républicain clandestin, abonnée au journal Le Peuple. 
La nouvelle du coup d’Etat arrive à Barjols le jeudi 4 décembre et une nouvelle municipalité est mise en place le samedi 6. Marcel et son frère aîné font partie de la colonne insurrectionnelle qui part pour Salernes le dimanche 7, forte de 500 hommes et formée des détachements de Barjols, Varages, La Verdière et Pontevès.
Le mardi 9, alors que le gros des insurgés est dans Aups sous le commandement de Camille Duteil, Martin fait partie du détachement qui, sous le commandement de Pierre Arambide, prend position sur les hauteurs de Tourtour afin de contrôler la route de Draguignan. Le mercredi 10 au matin, Martin est choisi pour porter un message à Duteil. Pour effectuer cette mission, il utilise le cheval du maréchal-ferrant de Tourtour, et deux pistolets prêtés par Joseph Vincens de Barjols. Il arrive à la mairie d’Aups, on lui remet le billet de réponse de Duteil et il repart aussitôt à cheval vers Tourtour. 
Pendant ce temps, la colonne militaire, commandée par le colonel Trauers et le préfet Pastoureau, surprend à Tourtour le contingent insurgé, qui se débande. Le détachement militaire est composé de 600 hommes du 50e régiment d'infanterie de ligne et de 35 gendarmes à cheval,. Poursuivant sa route vers Aups, la troupe rencontre Martin qui galope vers Tourtour. Les gendarmes l’interceptent et le conduisent devant le préfet qui l’interroge, lui prend ses pistolets et en décharge un sur le côté de la tête. Il est ensuite sabré par les gendarmes et laissé pour mort sur le bord de la route. Peu après, le détachement militaire arrive à Aups, attaque les insurgés et les met en déroute.
Martin, qui n’est que blessé, parvient à se trainer jusqu’au château de la Baume, près de Tourtour. Le fermier le recueille et le soigne, mais le soir même, ayant appris la déroute des insurgés à Aups et craignant de se compromettre, il va faire sa déclaration au maire qui s’empresse d’écrire au préfet. Par ordre de l’autorité, le pauvre Martin est saisi le vendredi 12 et conduit à l’hôpital d’Aups, pour y être fusillé à nouveau le dimanche 14. Il marche à la mort avec un grand courage. Le même jour, Joseph Vincens, capitaine d'infanterie en retraite et insurgé de Barjols, se donne la mort dans une ferme de La Verdière, craignant d’être compromis parce qu’il a prêté à Martin les deux pistolets trouvés sur lui,.
Son frère aîné Louis fait partie des 72 républicains Barjolais qui sont poursuivis,, mais qui sont indemnisés par la République en 1882,,. Sous la Troisième République, transcendant les divisions entre opportunistes, radicaux ou socialistes, Martin fait dorénavant partie de la mythologie républicaine du « Var rouge ». Le célèbre Martin Bidouré génère jusqu’à aujourd’hui un culte fortement enraciné dans les hautes terres varoises,,.

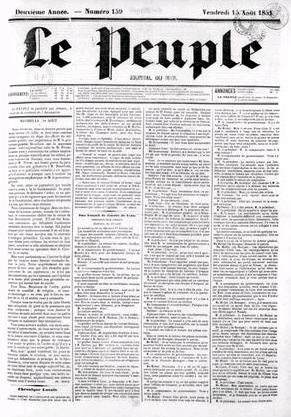
Journal républicain Le Peuple.
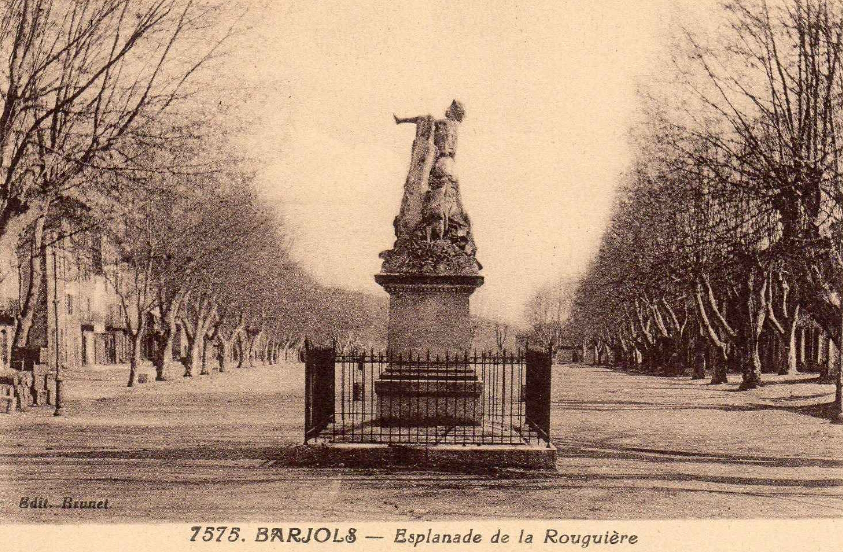
Monument à Martin Bidouré, place de la Rouguière à Barjols.
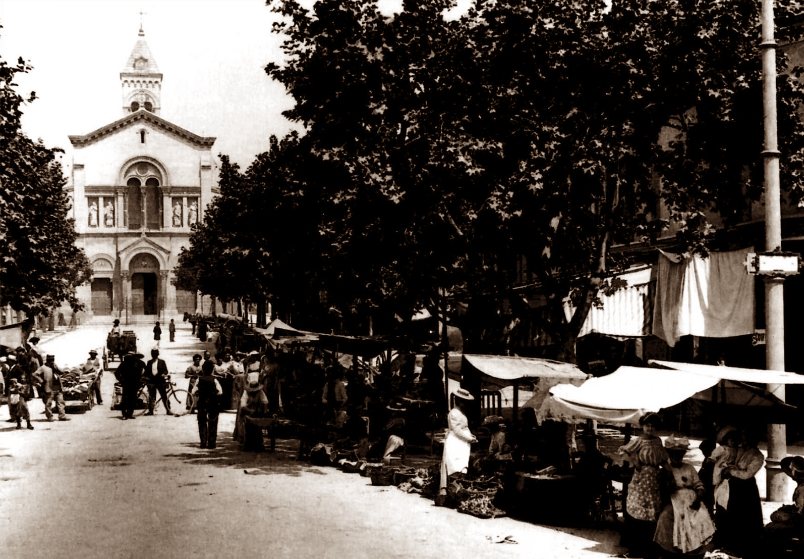
Place Martin Bidouré à Toulon.
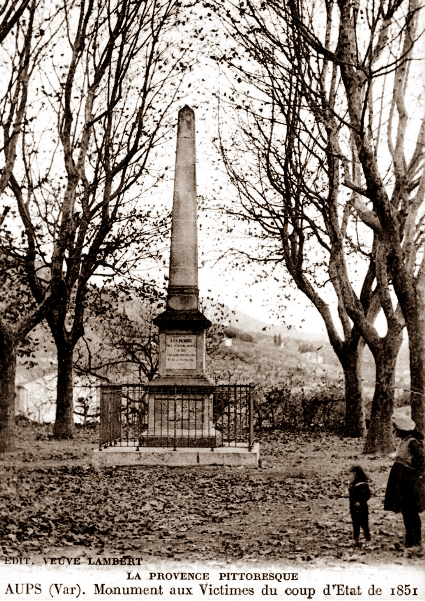
Place Martin Bidouré à Aups.
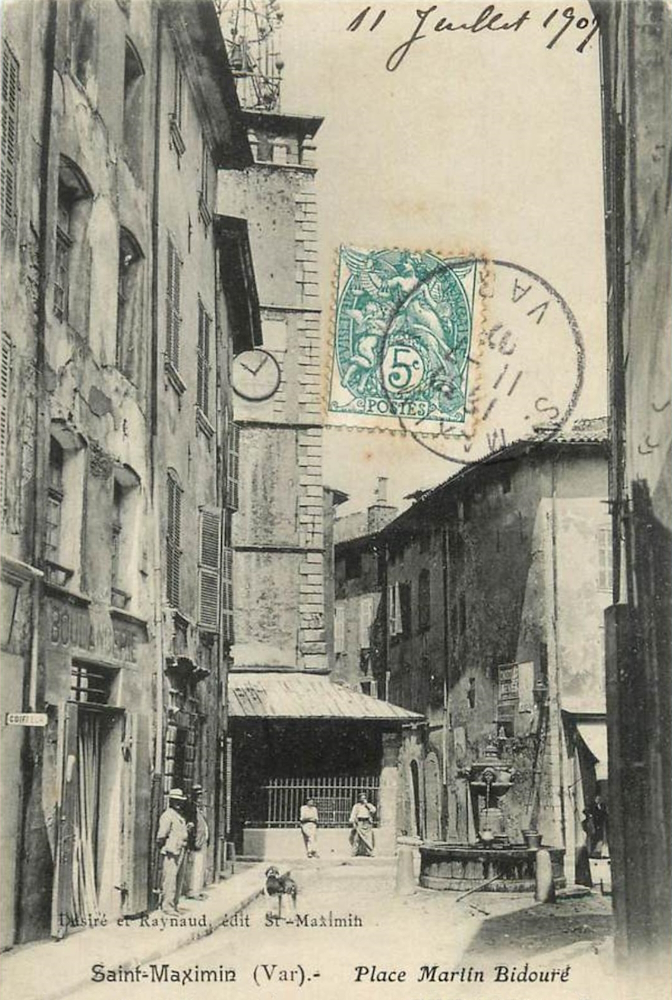
Place Martin Bidouré à Saint-Maximin-la-Sainte-Baume.

## Hommages
- Un monument, œuvre en pierre du sculpteur Jules Récubert, lui est dédié à Barjols sur la place de la Rougière[23],[24],[25],[26],[Note 7]. Il est inauguré en 1906[27].
- Une place porte son nom à Toulon[28] (inaugurée en 1904)[27], à Aups, à Saint-Maximin-la-Sainte-Baume et à Barjols.
- Une rue porte son nom à Fréjus, à Saint-Raphaël, à La Seyne-sur-Mer et à Vidauban.
- Deux chansons lui sont consacrées : 
  - Martin Bidouré écrite par Gaston Beltrame en 1975 et figurant sur l’album Beltrame chez Ventadorn[29].
  - La légende de Martin Bidouré écrite par Claude Béraudo en 2001 et mise en musique par Jean Marotta[30].
- La pièce de théâtre Martin Bidouré o lo cop d’Estat de 1851 est écrite par Gaston Beltrame et représentée par le Centre dramatique occitan dans le cadre des festivals d’Aix et de Nancy en 1975[31],[32].
- Une radio libre toulonnaise porte le nom de Martin Bidouré de 1979 à 1981[33].